# Victoria Broßart

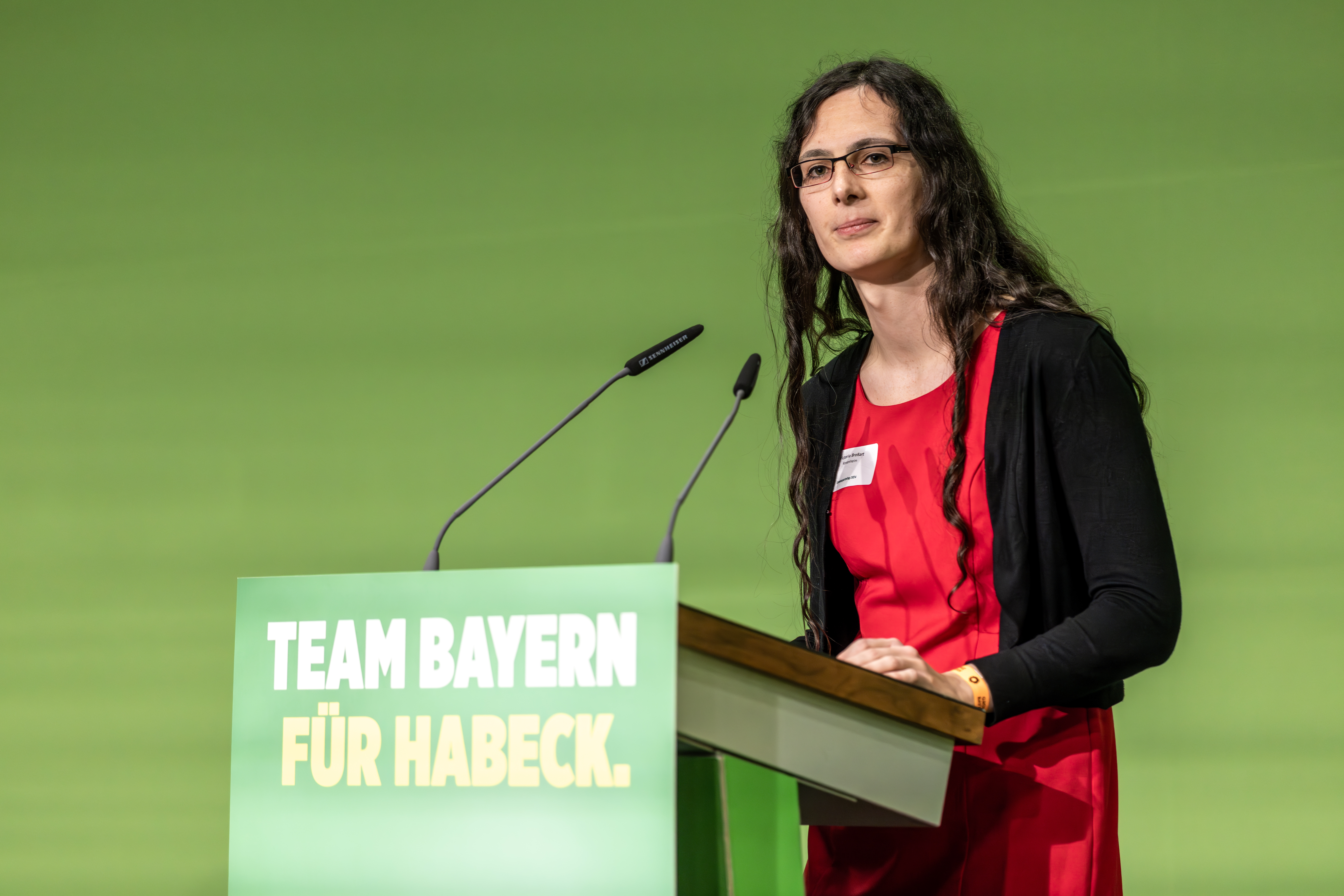
Viktoria Broßart, 2024

Victoria Broßart (* 24. September 1992 in Karlsruhe) ist eine deutsche Politikerin des Bündnis 90/Die Grünen, die bei der Bundestagswahl 2025 ein Mandat im 21. Deutschen Bundestag erwarb.

## Leben
Broßart wurde 1992 in Karlsruhe geboren und wuchs in Rheinland-Pfalz auf. Nach dem Abitur studierte sie Elektrotechnik und Automatisierung. Seit 2014 lebt und arbeitet sie in Rosenheim, Bayern. Heute ist sie als Ingenieurin im Sondermaschinenbau tätig.

## Politik
Broßart ist seit 2018 Mitglied der Grünen und wurde 2019 zur Beisitzerin der Landesarbeitsgemeinschaft Queer.Grün.Bayern gewählt. Seit 2020 übt sie dort das Amt der Sprecherin aus. Seit der Bundestagswahl 2021 tritt Broßart im Wahlkreis Rosenheim an. 2021 erreichte sie mit 26.183 (13,8 %) Stimmen den zweiten Platz, verpasste aber trotz ihres Listenplatzes (25) den Einzug ins Parlament. Zur Bundestagswahl 2025 wurde sie im Wahlkreis mit 25.185 (12,6 %) Stimmen Dritte und zog über den Listenplatz 13 der Bayerischen Grünen in den Bundestag ein.
Ihre politischen Schwerpunkte sind die Verkehrspolitik, vor allem der Ausbau des ÖPNVs. Im 21. Deutschen Bundestag ist sie ordentliches Mitglied im Verkehrsausschuss und dort Obfrau für ihre Fraktion. Außerdem ist sie stellvertretendes Mitglied im Ausschuss für Tourismus und im Ausschuss für Digitales und Staatsmodernisierung.

## Privates
Victoria Broßart ist transgeschlechtlich und mit Sahra Broßart verheiratet. Sie ist ausgebildete Rettungsschwimmerin.

## Sonstiges
Sie ist stellvertretende Landesvorsitzende des ökologischen Verkehrsclubs Deutschland (VCD) in Bayern.